# یاسننا (ناحیه ناخود)
یاسننا (به چکی: Jasenná) یک منطقهٔ مسکونی در جمهوری چک است که در ناحیه ناخود واقع شده‌است. یاسننا ۱۲٫۷۱ کیلومتر مربع مساحت و ۷۱۹ نفر جمعیت دارد و ۲۷۰ متر بالاتر از سطح دریا واقع شده‌است.